# Landschaftspark Behrenhoff

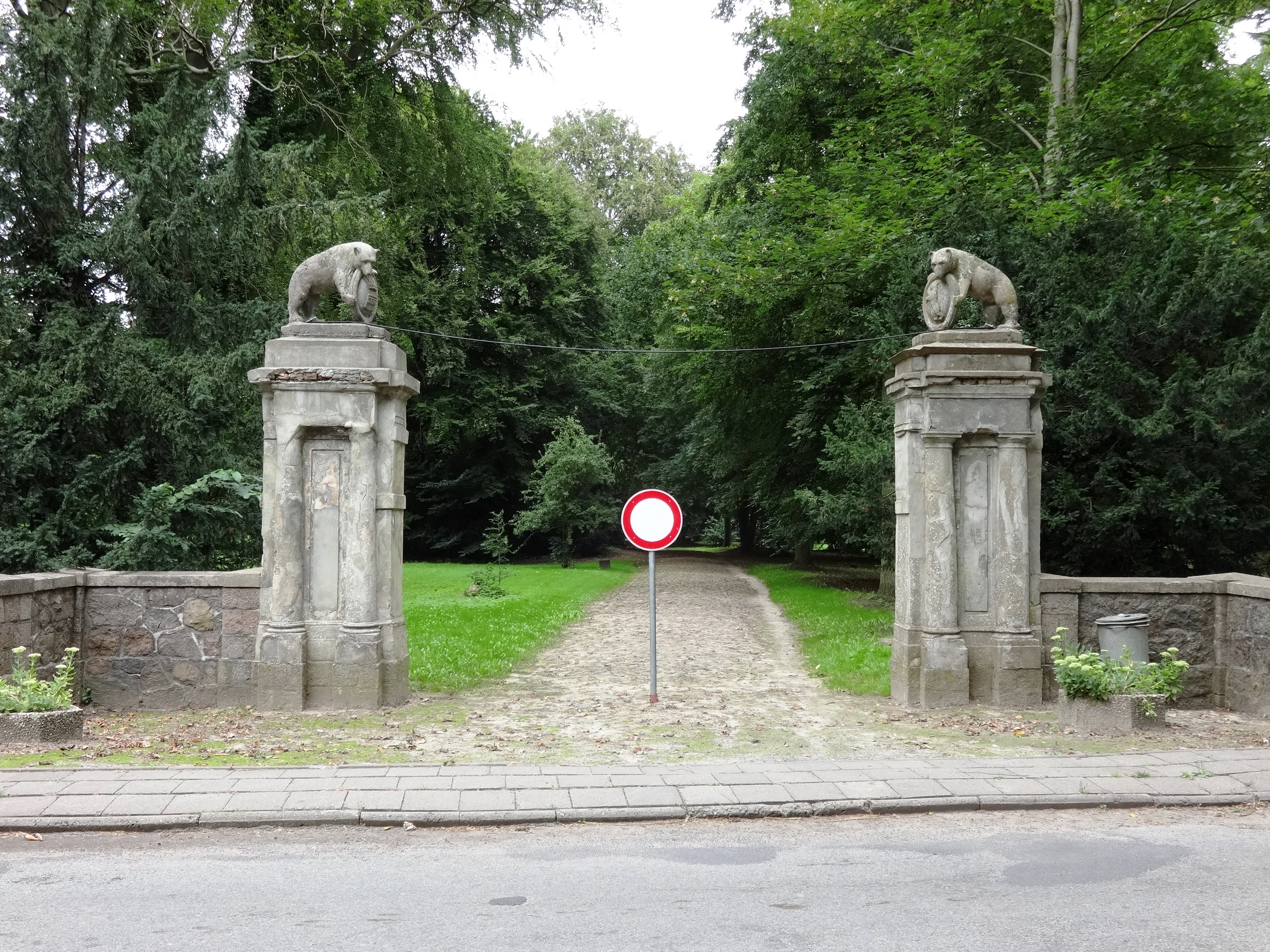
Bärentor: Eingang zum Landschaftspark Behrenhoff

Der Landschaftspark Behrenhoff ist eine denkmalgeschützte Parkanlage in Behrenhoff, südlich von Greifswald, im Landkreis Vorpommern-Greifswald.

## Geschichte

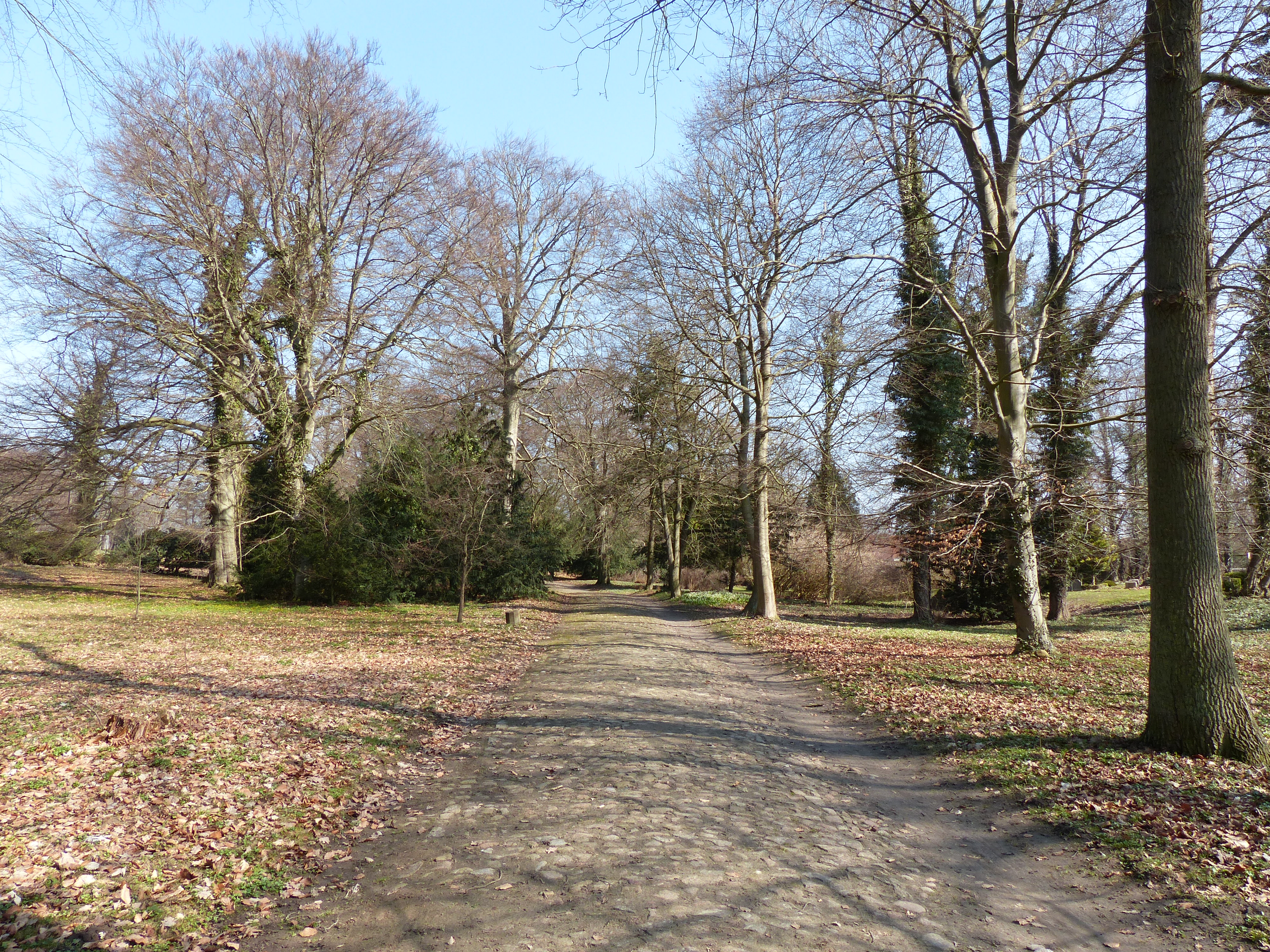
Hauptweg

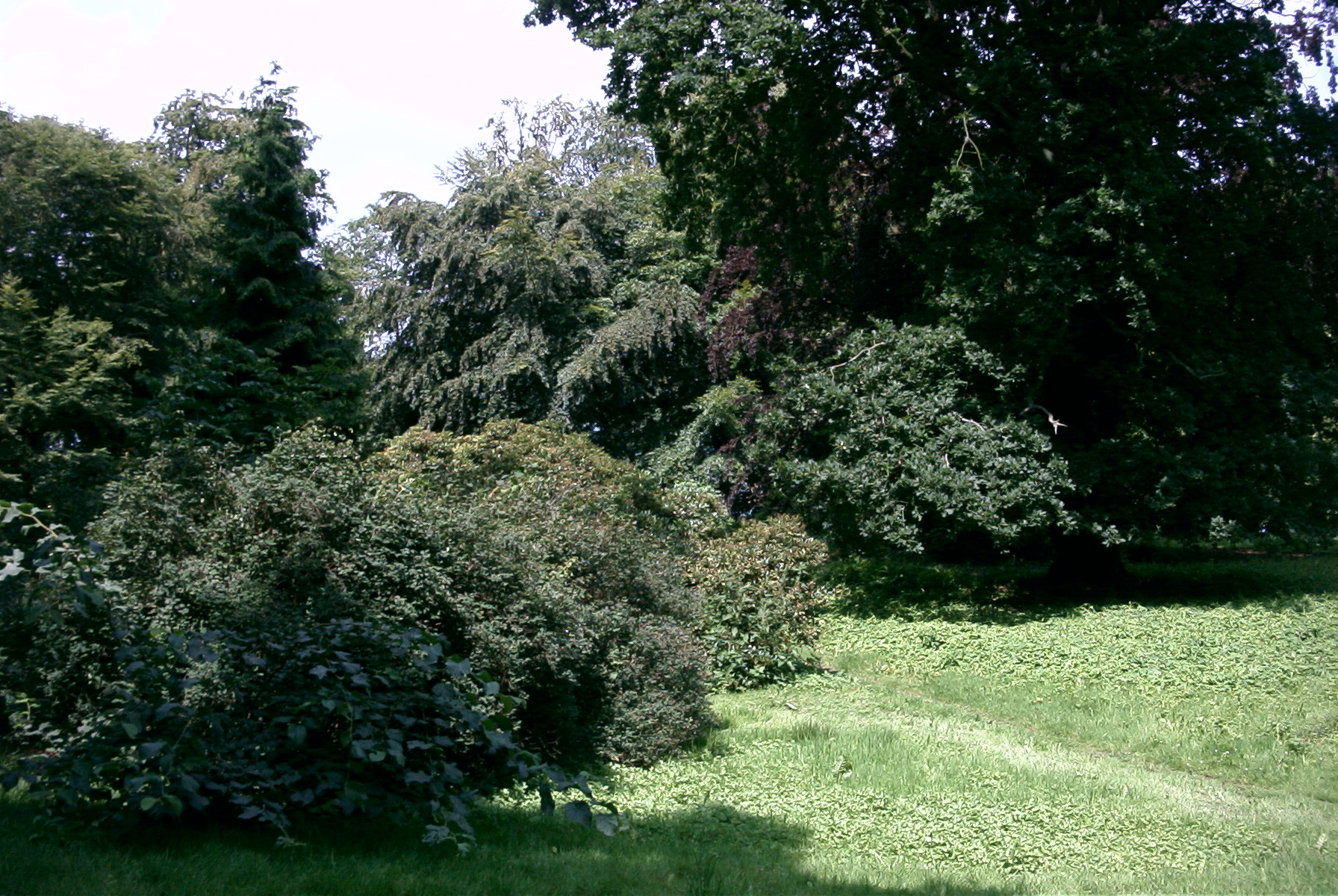
Im Park

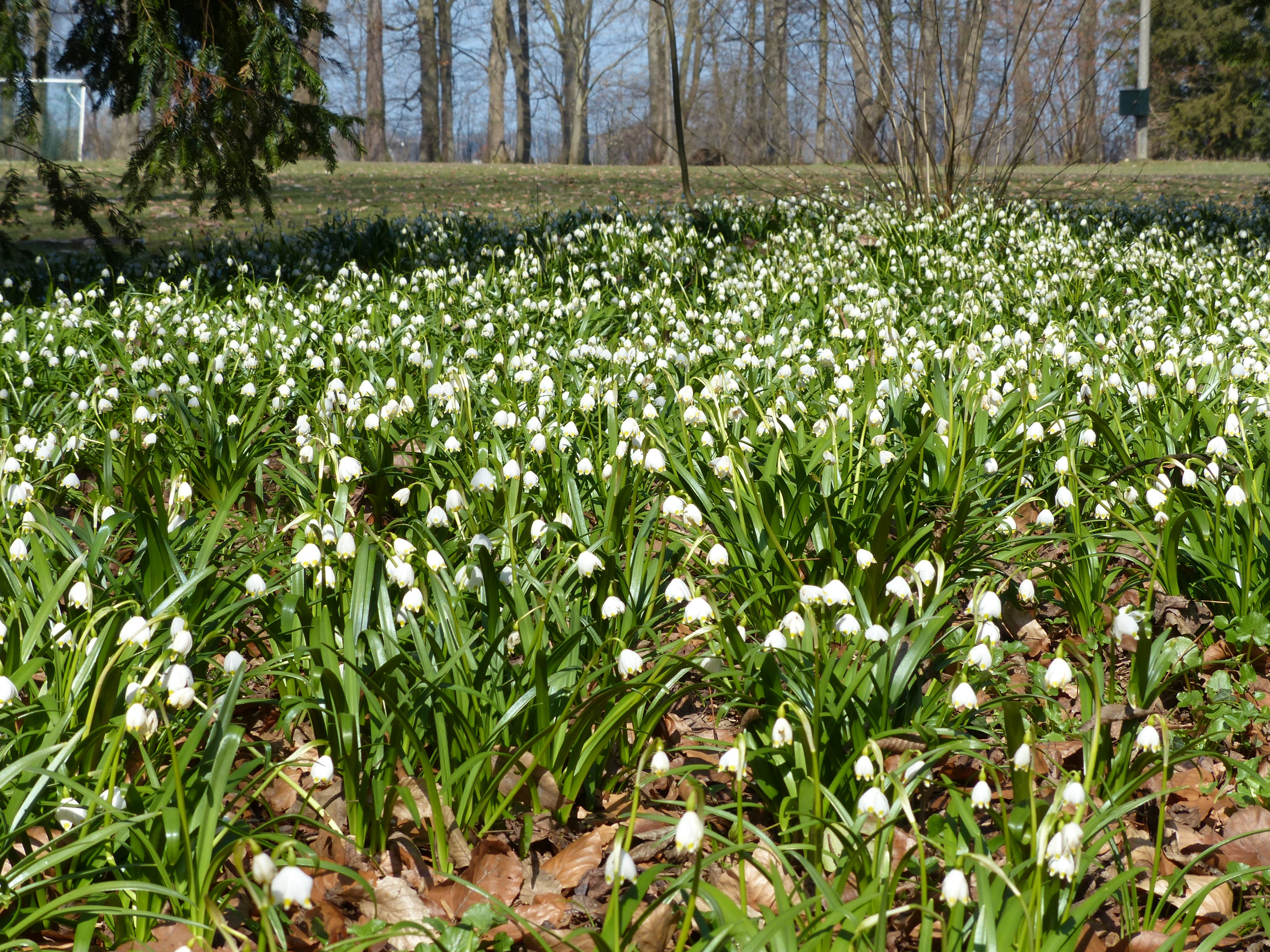
Märzenbecher

Behrenhoff hieß bis 1804 Busdorf und gehörte seit dem 14. Jahrhundert der Familie von Behr. Carl Felix Georg von Behr (1804–1838) starb im Jahr der Fertigstellung des neuen Gutshauses. Seine Witwe Louise Wilhelmine Gustava von Heyden ließ in den 1840er Jahren nach dem Plan von Peter Joseph Lenné einen Landschaftspark anlegen. Es handelte sich dabei um den nördlichen Teil des heutigen Parks, der die Reste einer barocken Parkanlage aus dem 18. Jahrhundert in sich aufnahm.
Südlich des Parks befand sich ein Moorgebiet, das seit den 1860er Jahren trockengelegt und zur Torfgewinnung genutzt wurde. 1868 erwarb die Familie von Behr das Gebiet, in dem durch das Torfstechen ein Teich entstanden war, der heute Schwanenteich genannt wird. Die Parkanlage wurde nach Südwesten in dieses Gebiet erweitert.
Mechthild Gräfin von Behr (1880–1955), geborene von Heyden, ließ 1936 ein bronzenes Reiterstandbild ihres verstorbenen Mannes Carl Graf von Behr im Park aufstellen. Die Familie von Behr bzw. ihre Erben wurden nach dem Ende des Zweiten Weltkriegs enteignet. Das Reiterstandbild im Park wurde 1947 verkauft, die Wiese, auf der es stand, ist heute ein Fußballplatz.
1965 erhielt der Park wegen seines interessanten Baumbestandes den Status eines Geschützten Parks. Erst in den 1980er Jahren wurde der Entwurf des nördlichen Parkteils durch Peter Joseph Lenné wieder bekannt. Der damalige Fachausschuss Dendrologie des Bezirkes Rostock führte ab 1988 zusammen mit Dorfbewohnern mehrere Pflegeeinsätze in diesem Teil des Parks durch, der sich zu einem regionalen Ausflugsziel entwickelte. Dabei wurde auch das Wegenetz erneuert.
Der Landschaftspark wurde in die Denkmalliste des Landes Mecklenburg-Vorpommern aufgenommen.

## Anlage
Der Landschaftspark ist etwa zehn Hektar groß, der Schwanenteich im südlichen Teil drei Hektar. Er erstreckt sich vom Nordrand des Dorfes, wo sich noch alte Wirtschaftsgebäude des ehemaligen Gutes befinden, in südwestlicher Richtung. Er wird durch die Dorfstraße zweigeteilt. Zur Straße und zum historischen Gutsdorf wird das Areal durch eine Mauer getrennt, die auch den Friedhof mit der Behrenhoffer Kirche einschließt. Der Eingang zum nördlichen Teil wird durch das markante, um 1900 errichtete Bärentor dominiert. Die zwei verputzten Pfeiler weisen an Vorder- und Rückseite gekuppelte doppelte Halbsäulen auf. Sie werden durch Bären mit Wappenschilden bekrönt. Der linke Bär hält das Wappen der Familie von Heyden, der rechte das der Familie von Behr.
Zum reichen dendrologischen Bestand des Parks gehören ein Lederhülsenbaum, zwei Blutbuchen, ein Tulpenbaum, eine Roteiche mit einem Hexenbesen, eine mehrstämmige Edelkastanie und eine vielstämmige Silber-Linde. Außerdem befinden sich mehrere Lilienmagnolien sowie Rhododendren in der Anlage. Im Frühjahr prägen größere Bestände von Märzenbechern das Bild des Parks.

## Schloss Behrenhoff

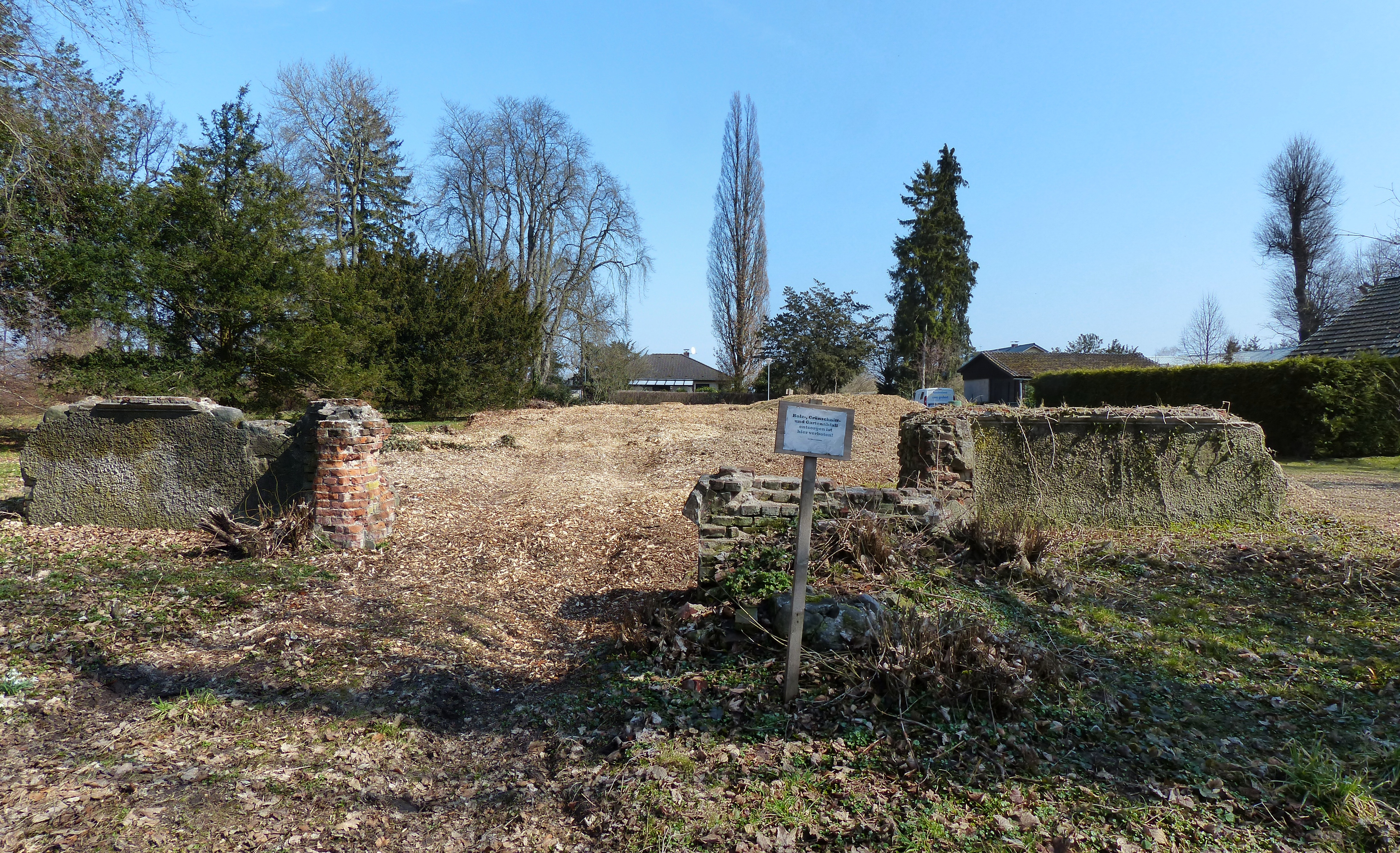
Reste des Gutshauses

Im Auftrag von Carl Felix Georg von Behr wurde in den 1830er Jahren anstelle des bisherigen barocken Gutshauses ein zweigeschossiges, spätklassizistisches Herrenhaus errichtet. Architekt war möglicherweise Friedrich Hitzig.
Mechthild Gräfin von Behr, letzte adlige Besitzerin, hatte nach dem Tod ihres Mannes lebenslangen Nießbrauch eingeräumt bekommen. Sie war gegen die Nationalsozialisten eingestellt. Von Albrecht Schönherr angesprochen, bot sie ab 1936/1937 auf dem Gut Quartier für Veranstaltungen der Bekennenden Kirche. In den sogenannten Freizeiten fanden Bibelstudien und Vorträge statt. Neben Schönherr hielten unter anderem Eberhard Bethge, Günter Jacob, Volkmar Herntrich und Ernst Lohmeyer Vorträge. Unklar ist, ob Dietrich Bonhoeffer, wie mehrfach angegeben, tatsächlich an Veranstaltungen in Behrenhoff teilgenommen hat.
Am 8. Mai 1945 brannte das Herrenhaus ab. Die Ruine wurden später zu Baumaterialgewinnung für Neubauernhöfe abgetragen.